# Фреше, Морис Рене
Мори́с Рене́ Фреше́ (фр. Maurice René Fréchet, 2 сентября, 1878 — 4 июня, 1973) — французский математик.
Студент Жака Адамара в Высшей нормальной школе.
Наставник выдающегося югославского математика Джюро Курепы.
Основные труды по топологии и функциональному анализу.
В 1906 году ввёл современные понятия метрического пространства, компактности и полноты; работал также в области теории вероятностей.